# 塩崎桐加
塩崎 桐加（しおざき ひさか、1992年4月20日 - ）は、三重県出身の女子ボートレーサー。登録番号4589。身長161cm。血液型B型。105期。三重支部所属。
夫は同じボートレーサーの石塚裕介。

## 来歴
2009年
11月30日から12月3日にかけて、津競艇場で行われた「津グランプリシリーズ第6戦」でデビュー。初出走は11月30日の第2レース、6号艇で5着だった。（6コース、ST.23）

2010年
9月27日に津競艇場で行われた「第4回津レディースチャンピオンカップ」の開催5日目、第1レースで4号艇で出走。6コースから.03の好スタート、まくりを決め初勝利。

2013年
5月、大村競艇場で行われた「第10回 夢の初優勝W優勝戦」で初優出。結果は5着。（6号艇、6コース、ST.19）

2015年
4月に同じボートレーサーである石塚裕介と入籍。
11月6日に江戸川競艇場で行われた「ヴィーナスシリーズ第7戦 江戸川JINRO CUP」で、4号艇で優勝戦進出。4コースから.23のトップスタートを放ち、差しを決め6回目の優出にしてデビュー初優勝。

2016年
8月2日から津競艇場で行われた PGⅠ第30回レディースチャンピオンにてGⅠ初出場。2日目後半第9レースでは、1号艇に山川美由紀、5号艇に小野生奈といった強豪なメンバーの中、4号艇で出走。4コースから.10のトップタイのスタートを決め、まくり差しでGⅠ初勝利。
そして、10月9日に終了した津競艇場、「ヴィーナスシリーズ第9戦」をもって産休に入る。

2017年
7月に第1子となる男児を出産する。

2018年
1月6日から宮島競艇場で開催された「デイリースポーツ杯争奪男女W優勝戦」にて、産休から復帰。すると、復帰1節目でありながら優勝を収める。（4号艇で出走。4コースから.11のスタート、決まり手は差し。通算2回目。）
12月31日には平和島競艇場で行われた「GⅢ第7回レディースクライマックスシリーズ」にて通算3回目の優勝を収める。（4号艇で出走。4コースから.14のトップタイのスタート、決まり手はまくり。）

2019年
前期において自身初のA1級に昇格。
さらに、3月5日から児島競艇場で開催された「GⅡ第3回レディースオールスター」に得票数2,964票、得票数順位第32位で初出場。優勝戦まで駒を進めた。
7月17日に、愛知県豊橋市にある豊橋市民球場で行われたプロ野球セントラル・リーグ公式戦、中日ドラゴンズ対阪神タイガース第14回戦の始球式を務める。

## 人物
愛称は「艇界のプリンセスツリー」。
4号艇と相性が良く、デビュー初勝利、GⅠ初勝利に加え、過去3度の優勝も全て4号艇での出走である。